# Dee Dee Ramone
Dee Dee Ramone, egentligen Douglas Glenn Colvin, född 18 september 1951 i Fort Lee, Prince George County, Virginia, död 5 juni 2002 i Los Angeles, Kalifornien, var en amerikansk musiker, basist i Ramones.
Dee Dee Ramone var en av medlemmarna av originaluppsättningen av Ramones och skrev tillsammans med vokalisten i Ramones, Joey Ramone (Jeffrey Hyman) större delen av Ramones låtar.  
Låten "53rd & 3rd" tros handla om hur Dee Dee prostituerade sig för att få ihop pengar till sitt heroinmissbruk.  
I en av hans sista intervjuer hävdade han att han haft samlag med över 5 000 personer. Dock inte enbart kopplat till prostitution. 
Dee Dee hoppade 1989 av bandet, då han ansåg att han riskerade att falla tillbaka i sitt drogmissbruk om han fortsatte i bandet. Han fortsatte att spela gitarr ett tag i GG Allins gamla band The Scumfucs. Dee Dee fortsatte sedan sin karriär som en av de första vita rapparna under namnet Dee Dee King.  
Han skrev tre böcker under sin livstid; Lobotomy: Surviving The Ramones och Legend of a Rock Star, samt romanen Chelsea Horror Hotel, som utkom i svensk översättning av Andreas Öberg 2010. 
Efter att under större delen av 1990-talet varit drogfri hittades Dee Dee 2002 död efter en överdos heroin.

## Diskografi, solo
- 1989 – Standing in the Spotlight
- 1994 – I Hate Freaks Like You
- 1997 – Zonked! (aka Ain't it Fun?)
- 2000 – Hop Around
- 2000 – Greatest & Latest
- 2003 – Too Tough To Die Live